# استاکپرت (آیووا)
استاکپرت (به انگلیسی: Stockport) شهری در ایالت آیووا کشور ایالات متحده آمریکا است که جمعیت آن در سرشماری سال ۲۰۱۰ میلادی، ۲۹۶ نفر بوده‌است.